# Kvetoslava Orlovská
Kvetoslava Orlovská (* 25. Februar 1983, verheiratete Kvetoslava Sopková) ist eine slowakische Badmintonspielerin. 

## Karriere
Kvetoslava Orlovská wurde schon als Juniorin 1997 erstmals nationale Titelträgerin in der Slowakei. Zehn weitere Titel folgten bis 2008.

## Sportliche Erfolge
| Saison | Veranstaltung                                | Disziplin   | Platz | Name                                       |
| ------ | -------------------------------------------- | ----------- | ----- | ------------------------------------------ |
| 1996   | Slowakei: Einzelmeisterschaften der Junioren | Damendoppel | 1     | Kvetoslava Orlovská / Alexandra Felgrová   |
| 1997   | Slowakei: Einzelmeisterschaften              | Dameneinzel | 1     | Kvetoslava Orlovská                        |
| 1998   | Slowakei: Einzelmeisterschaften der Junioren | Damendoppel | 1     | Kvetoslava Orlovska / Gabriela Zabavníková |
| 1998   | Slowakei: Einzelmeisterschaften              | Dameneinzel | 1     | Kvetoslava Orlovská                        |
| 1998   | Slowakei: Einzelmeisterschaften              | Damendoppel | 1     | Kvetoslava Orlovská / Gabriela Zabavníková |
| 1998   | Slowakei: Einzelmeisterschaften der Junioren | Dameneinzel | 1     | Kvetoslava Orlovska                        |
| 1999   | Slowakei: Einzelmeisterschaften              | Dameneinzel | 1     | Kvetoslava Orlovská                        |
| 1999   | Slowakei: Einzelmeisterschaften der Junioren | Dameneinzel | 1     | Kvetoslava Orlovska                        |
| 2000   | Slowakei: Einzelmeisterschaften              | Damendoppel | 1     | Kvetoslava Orlovská / Gabriela Zabavníková |
| 2002   | Slowakei: Einzelmeisterschaften              | Dameneinzel | 1     | Kvetoslava Orlovská                        |
| 2002   | Slowakei: Einzelmeisterschaften              | Damendoppel | 1     | Kvetoslava Orlovská / Gabriela Zabavníková |
| 2002   | Slowakei: Einzelmeisterschaften der Junioren | Damendoppel | 1     | Kvetoslava Orlovska / Zuzana Orlovská      |
| 2002   | Slowakei: Einzelmeisterschaften der Junioren | Dameneinzel | 1     | Kvetoslava Orlovska                        |
| 2002   | Slowakei: Einzelmeisterschaften der Junioren | Mixed       | 1     | Tomáš Lobotka / Kvetoslava Orlovska        |
| 2004   | Slowakei: Einzelmeisterschaften              | Dameneinzel | 1     | Kvetoslava Orlovská                        |
| 2006   | Slowakei: Einzelmeisterschaften              | Mixed       | 1     | Ladislav Tomčko / Kvetoslava Orlovská      |
| 2008   | Slowakei: Einzelmeisterschaften              | Mixed       | 1     | Marián Smrek / Kvetoslava Orlovská         |
| 2008   | Slowakei: Einzelmeisterschaften              | Dameneinzel | 1     | Kvetoslava Orlovská                        |